# Uromyces dipcadi
Uromyces dipcadi är en svampart som beskrevs av Gjaerum 1984. Uromyces dipcadi ingår i släktet Uromyces och familjen Pucciniaceae.   Inga underarter finns listade i Catalogue of Life.